# Solnzewo-Bruderschaft
Die Solnzewo-Bruderschaft (russisch Солнцевская братва Solnzewskaja bratwa) ist eine Vereinigung, die der russischen Mafia zugerechnet wird. Ihr Name bezieht sich auf den Bezirk Solnzewo in Moskau, wo die Gruppe ihren Ursprung hat. Schätzungen über die Größe der Bruderschaft schwanken zwischen 5.000 und 9.000 Mitgliedern. Die Gruppierung beinhaltet mindestens zehn halbautonome Brigaden, die unter dem Namen Solnzewskaja agieren. Ein FBI-Bericht von 1995 beschrieb sie als die weltweit mächtigste eurasische Gruppierung der organisierten Kriminalität in Bezug auf Vermögen, Einfluss und finanzielle Kontrolle.

## Die Anfänge
Der Hotelkellner Sergei Anatoljewitsch Michailow (Michas), der im Moskauer Stadtbezirk Solnzewo aufgewachsen war, gründete gemeinsam mit seinem Freund Viktor Awerin die kriminelle Gruppierung Solnzewskaja in der zweiten Hälfte der 1980er-Jahre, möglicherweise auch schon in den frühen Achtzigern. Er gründete zunächst Sportklubs und warb arbeitslose, aggressive junge Männer an, die in demselben Bezirk wohnten. Und so gelang es ihm als erfolgreichem Kampfsportler und ehemaligem Gefängnisinsassen um sich und seinen Sportlerkollegen Awerin herum die Jugend von Solnzewo zu versammeln. Schon bald ordneten sich kriminelle Brigaden aus den Moskauer Bezirken Tscherjomuschki, Tschertanowo und Jassenewo der Solnzewskaja Bande unter. Aufgrund der Lage von Solnzewo nahe der Autobahn M3 in die Ukraine, der Moskauer Ringautobahn und des Flughafens Wnukowo gelang es der Bruderschaft, das örtliche Transportgewerbe zu kontrollieren, insbesondere den internationalen Autohandel. Hinzu kam die Kontrolle über das Taxigewerbe und über die sich noch in den Anfängen befindliche Glücksspielbranche. Bis Ende der 1980er Jahre kontrollierte die Solnzewskaja bereits mehr als 20 Wirtschaftsunternehmen in Stadt und Oblast Moskau, darunter den ehemaligen Arbeitgeber Michailows – Hotel „Sowjetskaja“. Zum Kern ihres Geschäftes wurde die Schutzgelderpressung. Später dehnte die Bande ihren Einfluss auf die Bereiche Waffenhandel, Geldwäsche und Prostitution aus. Außerdem kontrollierte sie im Jahr 2014 nachweislich den Handel mit Heroin aus Afghanistan und den Menschenhandel mit Einwanderern aus Zentralasien. In den 1990er Jahren verfolgte die Bruderschaft finanzielle Interessen in Archangelsk und Murmansk und erhielt Zahlungen von kriminellen Brigaden aus dem Baltikum. 1997 standen große Unternehmen innerhalb und außerhalb Russlands unter Michailows Kontrolle, die die Bereiche Erdölhandel, Werbung, Telekommunikation und Tourismus umfassten. Er kontrollierte zudem praktisch den gesamten elektronischen Zahlungsverkehr der Uralregion.

## Innere Struktur
Insgesamt ist über den inneren Mechanismus der Bruderschaft wenig bekannt, doch gaben ehemalige Mitglieder an, die Solnzewskaja werde von einem Gremium aus zwölf Personen gesteuert, das sich regelmäßig in verschiedenen Teilen der Welt trifft. Die Anführer der Bruderschaft lebten in den 1990er Jahren in Russland, Mitteleuropa und Israel. Zur Tarnung dieser Zusammenkünfte werden festliche Anlässe genutzt.
Der emeritierte FBI-Agent Robert Levinson zeigte während des zwischen 1996 und 1998 stattgefundenen Gerichtsverfahrens gegen Sergei Michailow in Genf auf, wie die Solnzewo-Bruderschaft intern organisiert war. Angeführt werde sie von Sergei Michailow. Die Nummer zwei und „rechte Hand“ Michailows sei Viktor Awerin und der dritte Mann der „Dieb im Gesetz“ Dschemal Chaschidze. Diesen drei sind sogenannte Koordinatoren unterstellt, die Aufgaben unter den Bratwa-Mitgliedern verteilen und die Befehlsausführung überwachen. Zu den Koordinatoren zählen Arnold Tamm (Deckname: Arnold Solnzewski), Anatoli Anisimow (Deckname: Bulylolija) und Aleksandr Awerin (Bruder von Viktor Awerin, Deckname: Awera Malenki). Sie hätten unter ihrer Befehlsgewalt zwischen 5 und 50 Kämpfer (bojewiki). Zur Organisationsstruktur gehöre eine Art Schatzamt, das für die Kontrolle der Gemeinschaftskasse (obschtschak) verantwortlich sei. Levinson nannte drei Schatzmeister der Bratwa: Leonid Orlow, Jewgeni Nowizki und Sergei Ferronski.
Darüber hinaus gebe es zwei Abteilungen, die für Aufrechterhaltung der Disziplin, Morde und Beilegung von Konflikten mit anderen Gruppierungen verantwortlich seien. Diese Abteilungen werden von Juri Drozhzhin und Aleksandr Sedow geleitet. Levinson führte zugleich zwei Beispiele an, wie Disziplinverstöße abgestraft werden. Michailow verdächtigte Leonid Orlow, der die Moskauer Firma SV Holding Inc. managte, Bratwagelder zu stehlen und genehmigte seinen Mord. Später jedoch, dank der Fürsprache von Sergei Pogramkow, des Anwalts von Michailow, ließ man Orlow am Leben. Doch bestraft wurde er trotzdem: Nach schweren Prügeln nahm man ihm das Auto und die Wohnung weg. Zweites Opfer der „inneren Säuberungen“ wurde Juri Denisow, der es wagte, während der Geburtstagsfeier von Viktor Awerin am 31. Mai 1995 in Prag vor vielen Zeugen Michailow um einen Rechenschaftsbericht über die Nutzung der Obschtschak-Gelder zu bitten. Michailow erwiderte, es sei nicht die Zeit, dies zu besprechen. Einen Monat später wurde Denisow auf der Schwelle seines Hauses von einem Scharfschützen erschossen.
Leonid Roitman, ehemaliges Mitglied der Magadan-Brigade, so benannt nach dem Anführer Oleg Asmakow (Deckname: Magadan), bestätigte 2019 in einem Interview mit dem russisch-amerikanischen Journalisten Seva Kaplan, dass Andrei Wladimirowitsch Skotsch schon immer ein Solnzewo-Anführer war und bis heute geblieben ist. Seine kriminelle Tätigkeit in Moskau begann Skotsch zusammen mit Oleg Asmakow. Skotsch erfüllte innerhalb der Solnzewo-Bruderschaft die Funktion eines Koordinators und gab unter anderem die Befehle für Auftragsmorde. Er habe beispielsweise seinen Untergebenen gezeigt, wie man Leichen durch Verbrennen entsorgt. Heute habe er, so Roitman, mehr Einfluss in der Bratwa als Michailow.

## Verbindungen zu anderen kriminellen Gruppierungen
1989 begannen in Moskau Konflikte zwischen slawischen und tschetschenischen kriminellen Gruppierungen. Daher verbündete sich die Solnzewo-Bruderschaft mit Sergei Timofejew (Deckname: Silvestr) und seiner Orechowskaja Bratwa, die überwiegend aus Sportlern und Ringern bestand, und mit der Leningrader Gruppierung, die von Boris Antonow angeführt wurde. Bei einer der Auseinandersetzungen mit den Tschetschenen im Restaurant „Havana“, verlor Boris ein Auge und wurde seitdem Zyklop genannt. Michailow, Timofejew und Antonow wurden enge Freunde, denn sie verband nicht nur der Hass gegen die Kaukasier, sondern auch der Kampfsport. Doch später verschlechterte sich ihre Beziehung wieder.
Solnzewskaja Bratwa unterhält, nach Angaben von Levinson, Verbindungen zu fünf „Dieben im Gesetz“ und ihren kriminellen Organisationen:
- zur Gruppe von Semjon Judkowitsch Mogilewitsch, der der Bruderschaft Verbindungen zur Bankensphäre verschafft hat, mit dem Ziel die kriminell erworbenen Gelder per Geldwäsche in den legalen Wirtschaftskreislauf einzuführen; die Geldwäsche wurde zum Teil mittels der britischen Organisation Arigon Ltd., die von Sergei Michailow mitbegründet wurde[15], verwirklicht, die in verschiedenen Ländern ihre Vertreter und Bankkonten hat;
- zur Gruppe von Gafur Achmedowitsch Rachimow (auch als „Taschkenter Mafia“ bekannt), die Drogenhandel betreibt und zur Geldwäsche dieselben Kanäle wie die Solnzewskaja nutzt;
- zur Gruppe von Wjatscheslaw Kirillowitsch Iwankow, des Geschäftspartners von Michailow in Moskau, vor allem im Hinblick auf das Hotel „Kosmos“;
- zur Gruppe von Monja Elson;
- zur Organisation von Leonid Bilunow (Deckname Makintosch bzw. Macintosh), die sich in Paris niedergelassen hat.

Interpol geht davon aus, dass auch Vladimir Plahotniuc lose mit der Solnzewo-Bruderschaft verbunden ist.

## Kriminelle Tätigkeit

### Schutzgelderpressung
Im Dezember 1989 wurden Michailow, Timofejew, Awerin und Ljustarnow wegen Erpressung von Geld und Autos der Marke Volvo verhaftet. Die in diesem Fall aussagenden Zeugen nannten 24 Unternehmen, die den „Schutz“ seiner Brigade genossen. Dazu zählten vor allem zahlreiche Restaurants, wie „Pokrowka“, „Olimp“, „Turist“, „Kometa“, „Aist“, „Nil“, „Jakor“. In einigen dieser Gaststätten lagerte die Brigade ihre Waffen. Von der Solnzewskaja erpresst wurde der Vorsitzende der Kooperative „Fond“ Wadim Rosenbaum. Es begann damit, dass Rosenbaum sich an seinen Freund Arkadij Margolin mit der Bitte wandte, Leute zu finden, die ihn vor Racketeers schützen könnten. Margolin machte Rosenbaum mit Michailow, Timofejew und Awerin bekannt, die von Rosenbaum eine Reise nach Westdeutschland sowie neue PkWs der Marke Volvo oder Mercedes-Benz verlangten. Dies war aber nicht genug. Rosenbaum vergab an Michailow, Awerin und Ljustarnow verschiedene Posten in seiner Kooperative und zahlte ihnen monatlich ein für damalige Zeiten sehr hohes Gehalt (über 1.000 Rubel). Für den tatsächlichen Schutz der Kooperative sorgten fünf Mitglieder der Solnzewo-Bruderschaft, darunter Awerins jüngster Bruder Aleksandr, und erhielten ebenso einen hohen Monatslohn von Rosenbaum. Nach etwa zwei Jahren wurde der Fall aus Mangel an Beweisen geschlossen, weil die Zeugen bedroht worden waren und ihre zuvor gemachten Aussagen zurückzogen. 1993 floh Rosenbaum vor der Solnzewskaja in die Niederlande. Zunächst kamen drei Chefs seines Wachpersonals ums Leben, dann sein Geschäftspartner Wiktor Titow, Vorsitzender der Firma „Tirol“. 1996 erhielt Rosenbaum eine letzte Warnung von der Bratwa, als sie seinen Vater mit zwei Messerstichen in den Kopf in der Stadt Lobnja tötete. Im Sommer 1997 wurde Rosenbaum in seiner Villa in Amsterdam durch mehrere Kopfschüsse getötet und konnte nicht mehr als Zeuge im Genfer Gerichtsprozess gegen Michailow aussagen.
Aleksandr Abramowitsch betrieb in den 1990er Jahren ein Juweliergeschäft in Moskau und sah sich gezwungen, vor der Bruderschaft in die USA zu flüchten, nachdem sie von ihm durch Gewaltanwendung 40 % seiner Einnahmen als Schutzgeld erpresst hatte. Zwischen 1993 und Oktober 1995 habe Abramowitsch eine Million Dollar in bar, 600.000 Dollar als Banküberweisung und 400.000 Dollar als Darlehen an Michailow und seine Gang gezahlt.

### Transnationale Geldwäsche
Ende der 1990er Jahre vereinigte die Bruderschaft über 300 kriminelle Gruppierungen unter sich, die nicht nur, wie zu Sowjetzeiten, in der Oblast Moskau agierten, sondern sich innerhalb und außerhalb Russlands festsetzten, vor allem in Belarus, Polen, Tschechien, Ungarn, Österreich, Deutschland, Frankreich, Norditalien, USA (New York, Florida, San Francisco), Griechenland, Zypern und auf den Kanaren. In erster Linie diente die Ausweitung der verbrecherischen Tätigkeit ins Ausland dem Zweck, die kriminell erworbenen Gelder zu legalisieren. Dazu bediente sich die Solnzewo-Bruderschaft verschiedener russischer und ausländischer Finanz- und Wirtschaftsunternehmen. Zwischen 1991 und 1993 gründete Michailow verschiedene Firmen, wie „Maksim“, „SW-Holding“ und „Arbat International“ in Russland, „Magnex“ in Ungarn, „Arigon“ in England sowie „Empirebond“ in Israel.

#### In Russland
Laut Angaben der russischen Polizei kontrollierte die Bruderschaft verschiedene Banken mitsamt etwa hundert kleinen und mittelgroßen Unternehmen. Über diese Banken wurden die kriminell erworbenen Gelder, die in einer Gemeinschaftskasse (Obschtschak) zusammenfließen, in der legalen Wirtschaft reinvestiert. Eine dieser Banken sei laut Angaben von Sicherheitsbehörden die MAPO-Bank gewesen. Gegründet wurde sie 1993 durch verschiedene russische Unternehmen, unter anderem des Oligarchen Alischer Burchanowitsch Usmanow, durch hochrangige Beamte der russischen Nachrichtendienste und russische Politiker. Wegen ihrer Verbindungen zum Geheimdienst wurde die MAPO-Bank auch „Bank der Spione“ genannt. Vor der Gründung der Bank habe sich Michailow mit Usmanow getroffen. Die Solnzewo-Bruderschaft plante nämlich eine „langfristige und besonnene Nutzung der MAPO-Bank für Geldwäsche und finanzielle Tarnung“. Seit Sommer 1995 beherbergte die Bank außerdem die Gemeinschaftskasse eines nordkaukasischen Mafiaclans, deren Summe sich auf Hunderte Millionen Dollar belief. Inhaber der Geldeinlage war der offizielle Vertreter einer der nordkaukasischen Republiken in Moskau. Die MAPO-Bank hatte Anfang der 2000er Schwierigkeiten mit der Rückzahlung der Kredite an ihre Mafiapartner. Beispielsweise lieh sich die Bank von der Solnzewo-Bruderschaft 30 Millionen Dollar für den Kauf eines Elektrostahlwerks in Stary Oskol. Die Geschäftstätigkeit von Alischer Usmanow habe, nach Aussage des Ex-Mafioso Leonid Roitman, schon immer unter dem Schutz von Andrei Skotsch und seiner Solnzewskaja-Gruppierung gestanden.
Michailow war eine Zeit lang Geschäftspartner von Dmitri Amunz, des späteren stellvertretenden Kultusministers. Bis 2003 besaß Michailow 3,9 % am Unternehmen Merkator Holding, das den Staat mit Straßenbautechnik und städtischen Nutzfahrzeugen (Straßenkehrmaschinen, Müllwagen etc.) belieferte, während Amunz 46,16 % gehörten. Zwischen 1998 und 2007 verdiente Merkator 3,5 Milliarden Rubel. Nach der Aussage des Vorsitzenden und Miteigentümers von Merkator Stanislaw Nikolajew hatte Michailow dem Unternehmen in der Anfangsphase eine finanzielle Unterstützung zukommen lassen, als die Fabrik hohe Schulden verzeichnete und den Arbeitern die Gehälter nicht auszahlen konnte.
2002 gründeten Michailow, Awerin und die Schweizer Firma Tonalito AG mit Sitz in Glarus das Unternehmen MTK-international in Moskau. Über MTK-international erwarben Michailow und Awerin im Jahr 2007 das Hotel „Zentralnyj dom turista“ (Zentralhaus des Touristen) – 33 Stockwerke mit 65.000 m², 495 Zimmer, 3 Restaurants und 3 Konferenzsäle –, das sie renovieren ließen und 2009 unter dem neuen Namen „Astrus“ wiedereröffneten. Im Gebäude befinden sich auch die Büroräumlichkeiten von Michailow.
Seit Januar 2010 sind Michailow und Awerin Besitzer der Moskauer Kommerzfirma Dom mebeli (Möbelhaus), die auf den Handel mit Lebensmitteln umgestellt wurde.

#### In der Schweiz
Die Genfer Polizei fand bei der Durchsuchung von Michailows Haus in Borex eine von ihm unterzeichnete Vereinbarung, die ihn verpflichtete, 150 Millionen Dollar an Boris Birschtein zu zahlen. Birschtein war bei verschiedenen Nachrichtendiensten dafür bekannt, in den 1980er Jahren KGB-Geldmittel in den Westen transferiert zu haben. 1982 gründete er in Zürich im Auftrag des KGB die Firma Seabeco. Dann wurde er in mehrere Rechtsfälle verstrickt und verließ Zürich Anfang 1994. Er ging zunächst nach Antwerpen und kehrte dann später in seine litauische Heimatstadt Vilnius zurück. Der mit dem Fall Michailow beauftragte Genfer Untersuchungsrichter Georges Zecchin fuhr im Rahmen seiner Ermittlungen 1997 nach Brüssel und Antwerpen und fand heraus, dass Michailow über die „Kredietbank Nederland“ tatsächlich mehrere zehn Millionen Dollar an Birschtein überwiesen hatte. Es konnte nicht mit Sicherheit festgestellt werden, ob Birschtein der Geldwäscher der Solnzewo-Bruderschaft war oder auch einer derjenigen, der die Gang kontrollierte. Nach Aussage eines belgischen Polizisten, der 1994 in Antwerpen eine Untersuchung zu Seabeco Belgique, eines Tochterunternehmens von Seabeco, geleitet hatte, lagen Beweise vor, dass Angehörige der russischen Mafia mit ehemaligen KGB-Agenten in engem Kontakt standen.
Während seines Aufenthaltes in der Schweiz im Jahr 1996 suchte Michailow, nach eigener Aussage, nach Unternehmen, die den Auftrag zur Sanierung der Moskauer Kanalisationsanlage und zum Bau einer Gaspipeline zwischen Turkmenistan und Ukraine übernehmen könnten. Beide Projekte zusammen hätten einen Umfang von 350 Millionen Dollar. Zur Unterstützung der Zusammenarbeit zwischen der Moskauer Holding Sistema (Vorsitzender: Jewgeni Nowizki, einer von drei Bratwa-Schatzmeistern) und dem ukrainischen Energieunternehmen Itera wurden im Kanton Waadt vier Firmen gegründet: die Unternehmensberatung Plamosa Management & Finance (gegründet 1992), Eastline S.A., wo Michailow Verwaltungsdirektor war, Cougar Distribution S.A. (gegründet 1991) und SCFI (mit einem Gründungskapital von 100.000 CHF). Alle vier Firmen hatten denselben Buchhalter. Mit den Schweizer Firmen wurde 1997 ein Vertrag geschlossen zur Schaffung eines Investitionsfonds, der die Sanierung der Moskauer Kanalisation finanzieren sollte. Doch gelang es den Schweizern nicht, die nötigen Geldmittel heranzuschaffen. Wegen des Gaspipeline-Projektes traf sich Michailow persönlich 1996 in Belgien mit Vertretern von Itera. Bei dieser Zusammenkunft, vermittelt vom Chef der Seabeco Group Boris Birnstein, konnte allerdings keine Einigung erzielt werden, weil die Itera-Vertreter mit den Konditionen der Solnzewskaja Bratwa nicht einverstanden waren. In einem Schreiben beschrieben die Schweizer Geschäftspartner von Michailow, welches Ansehen der Angeklagte in Russland genoss: „Michailow war in Moskau mit Herrn Gorbatschow und dessen Frau bekannt. Als wir in Moskau ankamen, wurden wir mit Polizeifahrzeugen, mit Blaulicht und Sirenen durch die Stadt eskortiert. Wir wurden vom Moskauer Vizeminister empfangen. All diese Dinge zeigen die Bedeutung von Michailow, der eng  mit  dem  herrschenden politischen Milieu unter Präsident Jelzin verbunden war.“

#### In Österreich
Der österreichische Staatsbürger und ehemalige Leibwächter Michael Schranz, Teilnehmer des FBI-Zeugenschutzprogramms, wurde, weil er eine Genehmigung zum Tragen einer Waffe hatte, von Tofik Azimow und David Sanikidze, Statthalter einer georgischen Mafiagruppierung in Moskau und Freund des georgischen Präsidenten Eduard Schewardnadse, in der Wiener Firma Atkom eingestellt. Er war einer von sieben Leibwächtern von Sanikidze. Nach der Aussage von Schranz wurde in der Firma offen darüber geredet, Michailow sei Chef der Solnzewskaja Gruppe und Viktor Awerin seine „rechte Hand“. Über Atkom wurde das illegal erworbene Geld gewaschen, das per Koffer oder Überweisung aus Russland ankam, während Azimow am Wiener Flughafen Diplomatenpost aus Moskau, die Geld enthielt, abholte. Mit der Geldwäsche bei Atkom befasste sich ein gewisser Professor Wladimir Wolodin, der sich als Arzt von Boris Jelzin vorstellte und eine Fotografie besaß, auf der er mit dem Präsidenten zu sehen war. Wolodin kaufte in Österreich und Israel medizinische Ausrüstung und sendete sie nach Russland. Außerdem unterhielt, laut Schranz, der russische Konsul in Österreich Wladimir Koschel gute Beziehungen mit Michailow und den Chefs von Atkom. Im April 1994 wurde Schranz ins Büro der Firmenleitung bestellt, wo er Michailow, Azimow, Sanikidze und Eduard Iwankow (den Sohn von Wjatscheslaw Kirillowitsch Iwankow) antraf. Michailow erklärte ihm, dass sie vom Amerikaner Leonid Ventschik (bzw. Venzhik) betrogen worden seien und Schranz ihn deswegen gegen eine Bezahlung von 20 Millionen Schilling umbringen sollte. Doch Schranz lehnte ab. Etwas später verlangte Azimow von Schranz, seinen Geschäftspartner Sanikidze umzubringen, was der Leibwächter erneut ablehnte. Im Februar 1996 trat schließlich Sanikidze an Schranz heran, damit dieser einen aus Russland angereisten Juden töte, was Schranz wiederum verweigerte.
Bis Mitte der 1990er Jahre erwarb die Solnzewo-Bruderschaft im Zentrum von Wien mehrere Luxusimmobilien.

#### In Deutschland
In Berlin nutzte Michailow das Unternehmen Mitras Ost-West Handels GmbH zur Kontaktaufnahme mit deutschen Firmen. Im Juni 2001 traf er sich mit dem bevollmächtigten Direktor von Mitras Dmitri Mitjuschew und diskutierte mit ihm einige gemeinsame Projekte, wie z. B. den Bau eines Vergnügungsparks in Moskau.

#### In Belgien
In Belgien war Michailow geschäftsführender Direktor des Unternehmens MAB International, das mit Gebrauchsgütern handelnde Firmen konsultierte.

#### In Italien
Michailows Name tauchte im Zusammenhang mit der Operation „Spinnennetz“ auf, die die italienische Polizei wegen Verdachts von Geldwäsche der russischen Mafiagelder durchführte. Einer der Zeugen gab nämlich an, Michailow habe große Geldsummen in Italien legalisiert.

#### In den USA
Zu den Aktivitäten der russischen Mafia innerhalb der USA gehörten Erpressung, Unterwanderung rechtmäßiger Unternehmen, Geldfälschung und Drogenhandel. Ende der 1990er Jahre besaß die Solnzewo-Bruderschaft Nachtclubs in New York, Los Angeles, Miami und Houston. Michailow war außerdem Mitglied des Direktorenrats der US-amerikanischen Firma K.A.R.T.A. Auto Brokers mit Sitz in Houston, die lediglich zwischen Juni 1995 und Februar 1998 bestanden hatte.

#### In Kanada
Michailow und Awerin gründeten zusammen mit Semjon Mogilewitsch in den 1990er Jahren das Unternehmen YBM Magnex International (Sitz in Pennsylvania) und ließen es an der Börse von Toronto notieren, weil Kanadas Börse nur wenig reglementiert war. Die Hauptaktionäre waren dabei die Ehefrauen von Michas und Awera – Ljudmila Michailowa und Ljudmila Awerina. Die Firma stellte offiziell Industriemagnete her, wurde aber in erster Linie zur Einschleusung von Mafiageldern in die nordamerikanischen Märkte benutzt.

### Mordverdacht
1993 wurde Michailow wegen des Verdachts der Ermordung von Waleri Wlasow, Direktor des Spielkasinos „Waleri“, festgenommen. Der Verdacht basierte auf Ermittlungsinformationen, die besagten, dass alle prestigeträchtigen Spielbanken Moskaus unter der Kontrolle der Solnzewo-Bruderschaft stünden. Michailows Anwalt Pogramkow bezeichnete diese Verdächtigungen als absurd. Michailow wurde noch am Abend der Festnahme aus der Untersuchungshaft freigelassen, ihm folgten am nächsten Tag die anderen 12 Verdächtigen der Solnzewskaja-Gruppierung.
1996 kam der Verdacht auf, dass die Solnzewo-Bruderschaft für den Mord am russischen Journalisten und Generaldirektor des Fernsehsenders ORT Wladislaw Nikolajewitsch Listjew verantwortlich war. Auf geheimen Befehl von Michailow habe der Bratwa-Angehörige Igor Daschdamirow (Deckname: Duschman) den Journalisten töten sollen. Der Grund dafür sei angeblich die Unzufriedenheit des Moskauer Mafiabosses mit der Kündigung seines Protegés Boris Karzew, der mit seiner Firma GMS vertraglich an ORT gebunden war, durch Listjew gewesen. Die Solnzewskaja konnte nämlich bis dahin durch GMS monatliche Einnahmen in Höhe zwischen einer und vier Millionen Dollar einfahren.

## Verbindungen zur russischen Regierung
Der spanische Staatsanwalt José Grinda sagte im Jahr 2018, dass die Bruderschaft diejenige Mafiaorganisation mit den besten Verbindungen in die russische Regierung sei. Nach diesen Angaben beträgt der jährliche Umsatz etwa 9 Milliarden US-Dollar. Damit gilt sie als größte Mafiaorganisation Russlands.